# 수세미오이

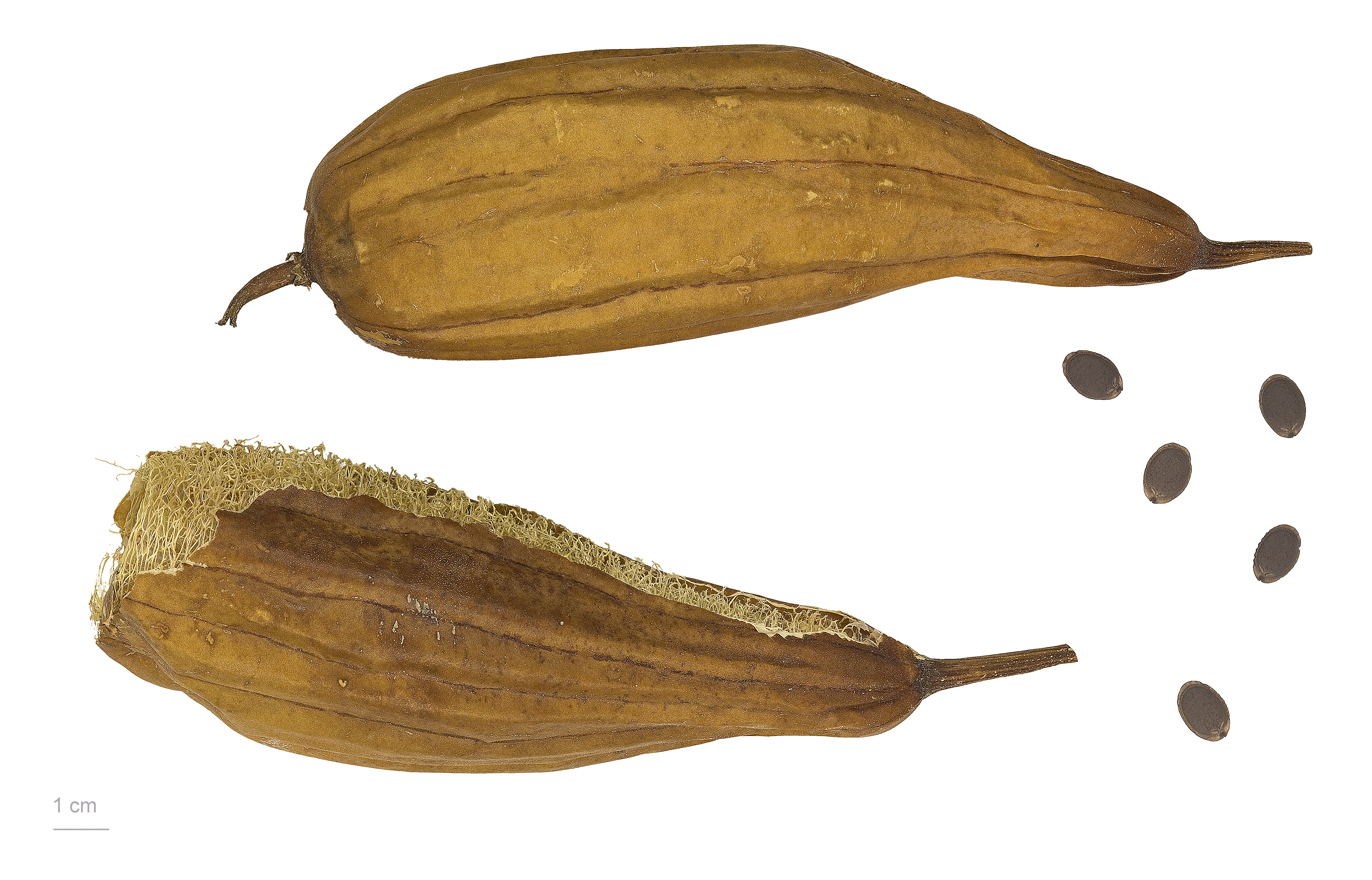
Luffa aegyptiaca

수세미오이 또는 수세미(smooth luffa)는 박과에 딸린 한해살이풀, 또는 그 열매를 말한다. 열대 아시아 원산이며, 심어 기르는 덩굴식물이다. 참고로, 표준어는 수세미외다.

## 생태
길이 5m 정도까지 자라며, 끝이 세 갈래로 갈라지는 덩굴손으로 물체를 감으면서 올라간다. 줄기에는 세로로 갈라진 능선이 있다. 어긋나는 잎은 손바닥 모양으로 얕게 3-7갈래 갈라진다. 꽃은 8-9월에 잎겨드랑이에서 노란색으로 핀다. 암꽃과 수꽃이 한 그루에 따로따로 달린다. 10월에 익는 열매는 길이 30-60cm로 긴 원통형이고 표면에 얕은 골이 패어 있다.

## 쓰임새
열매 어린 것은 먹고 열매와 수액은 한방에서 거담제·이뇨제 등으로 이용한다.

## 사진 갤러리

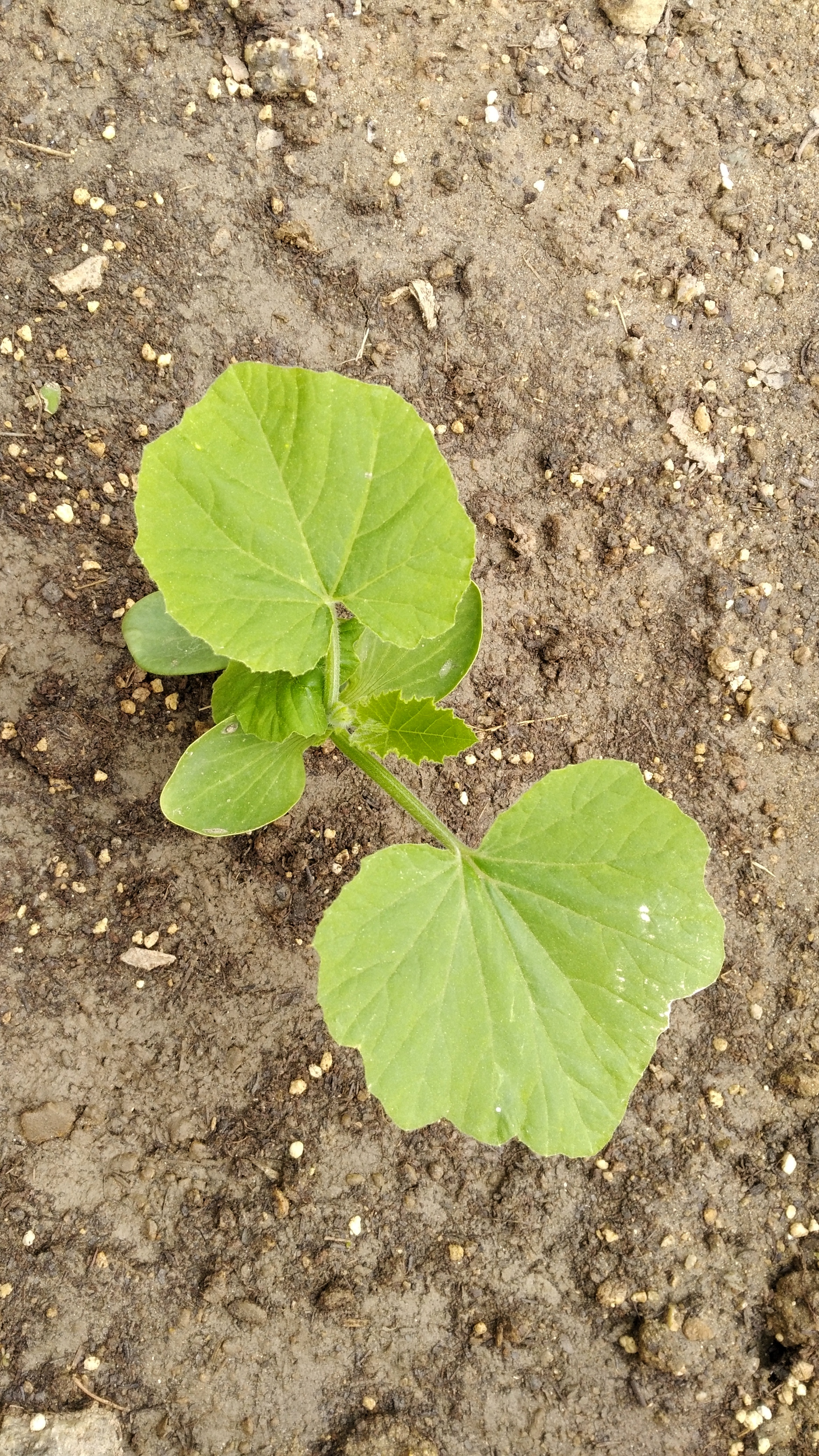
수세미오이 (4월)
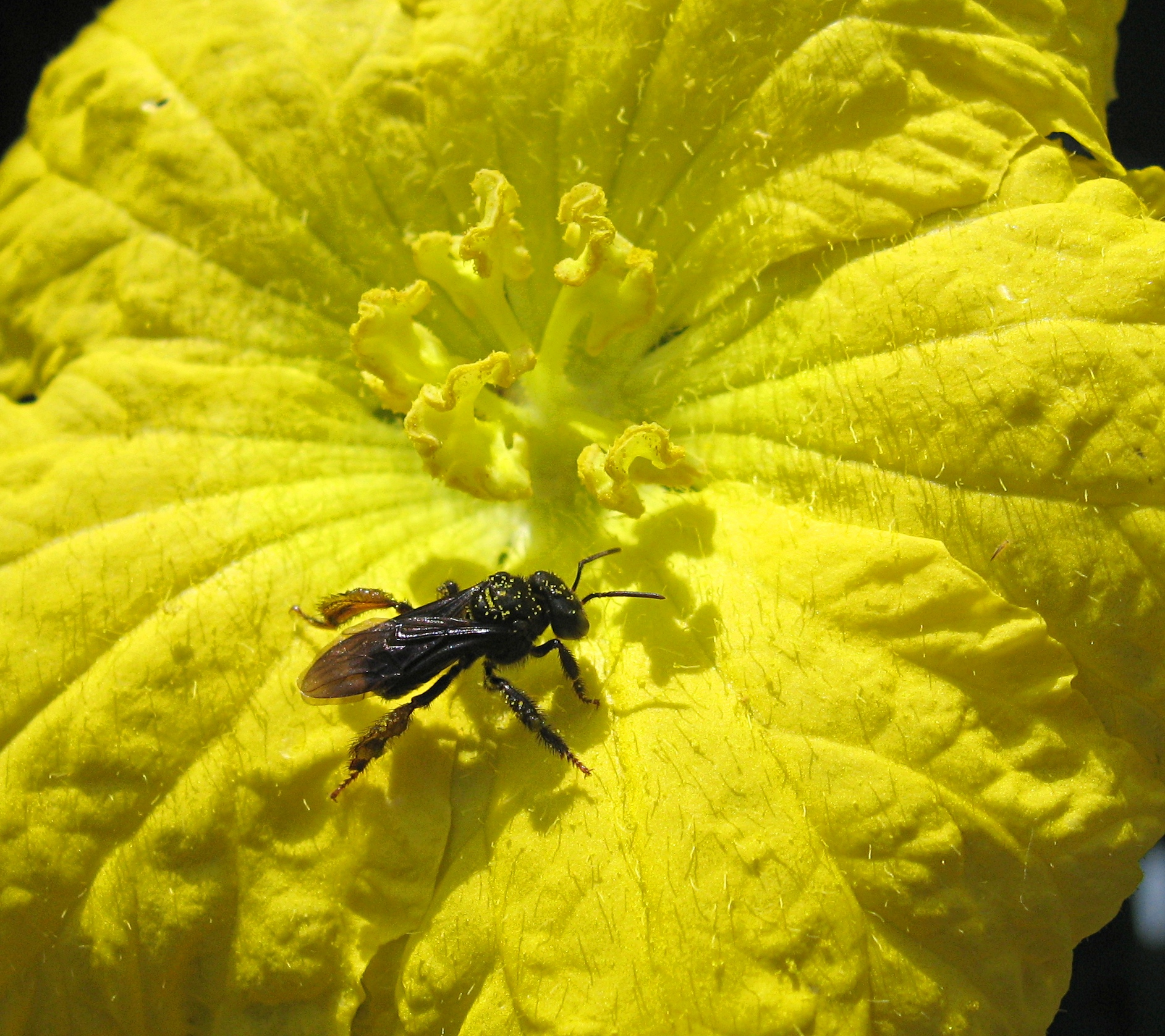
꽃
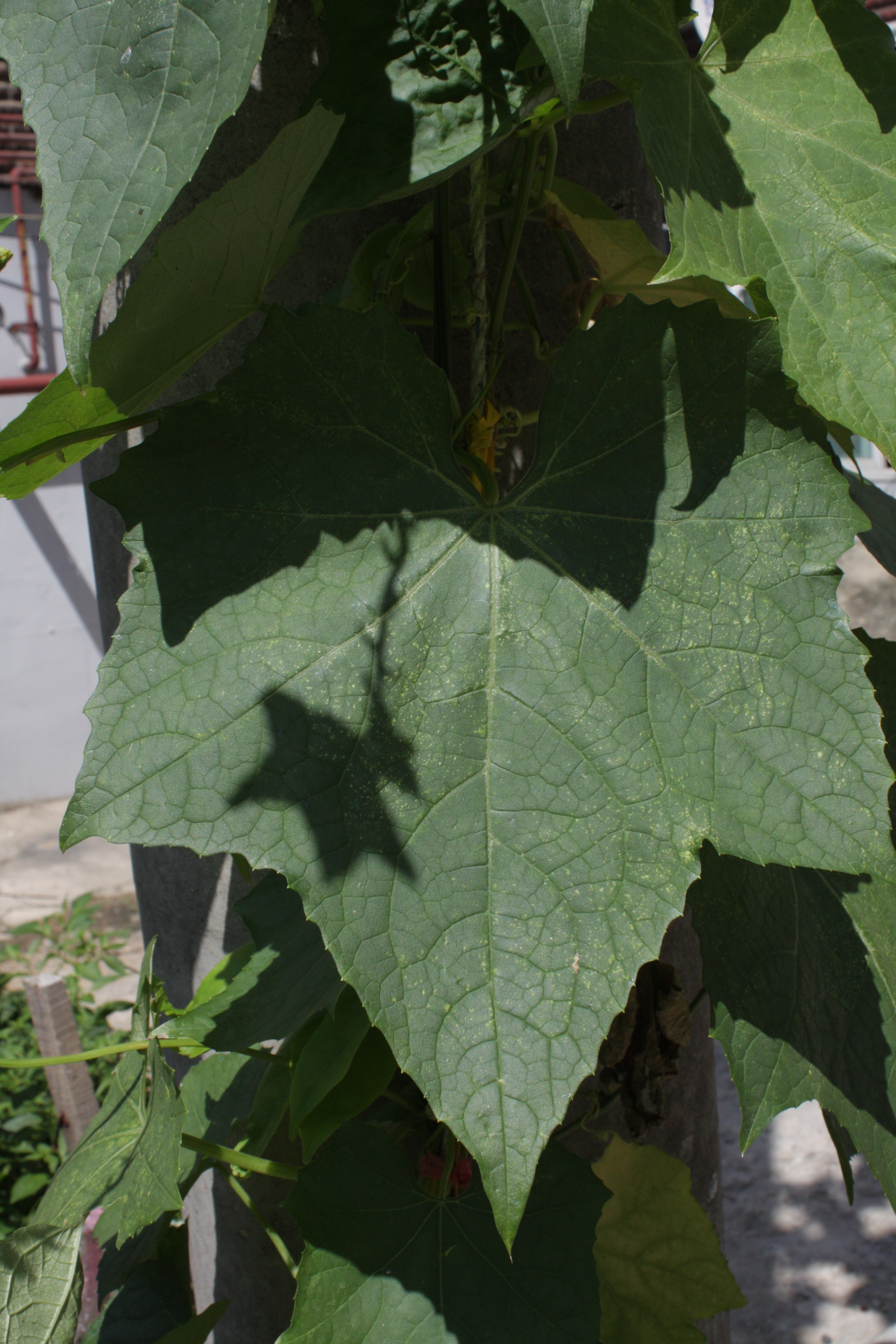
잎
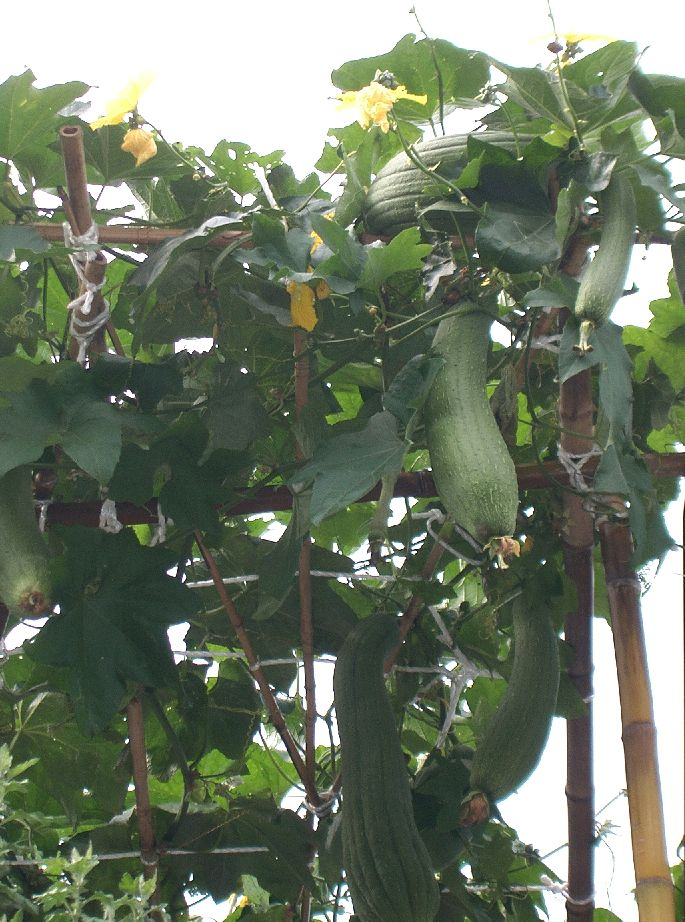
열매 단 모습
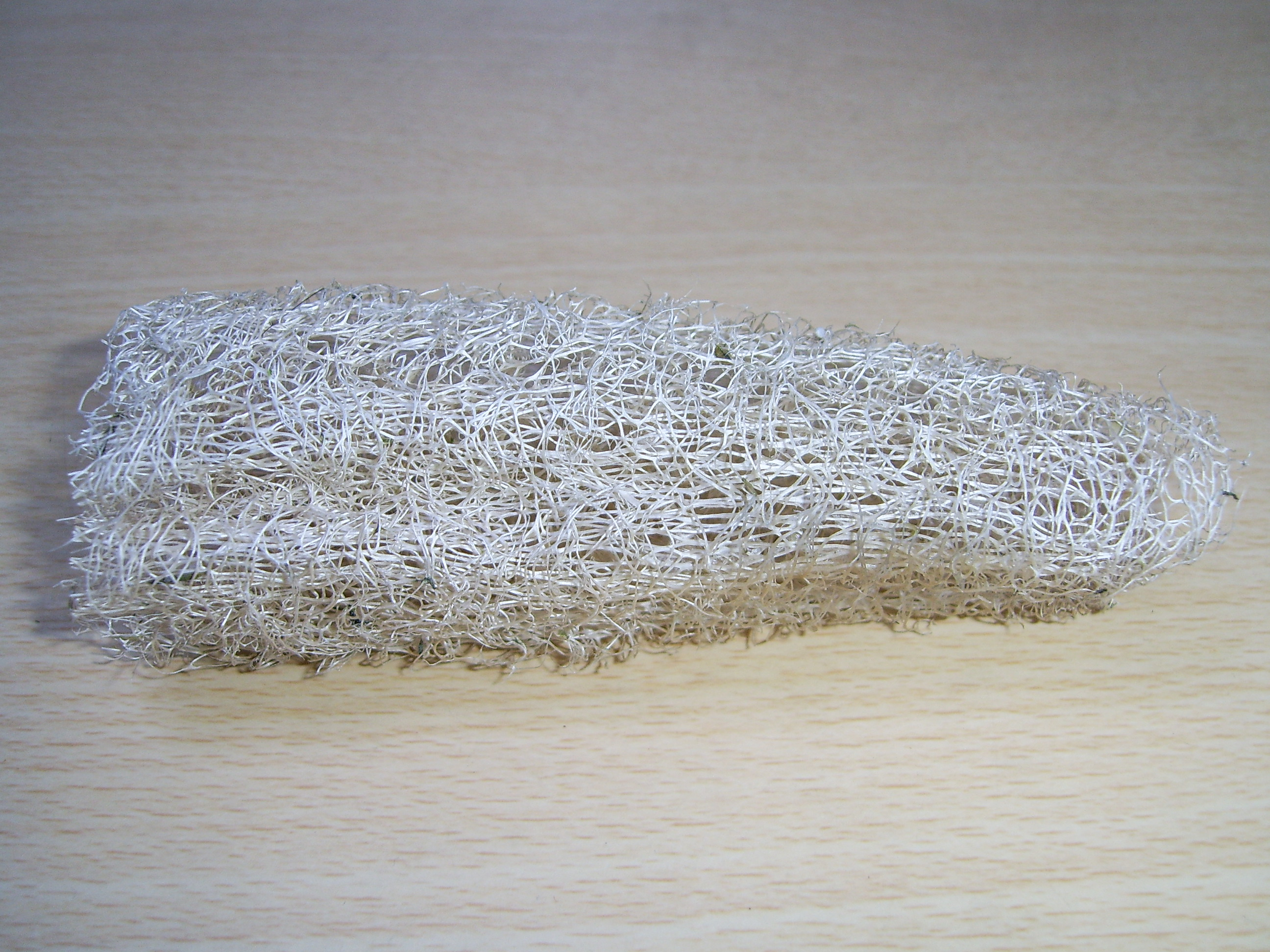
수세미
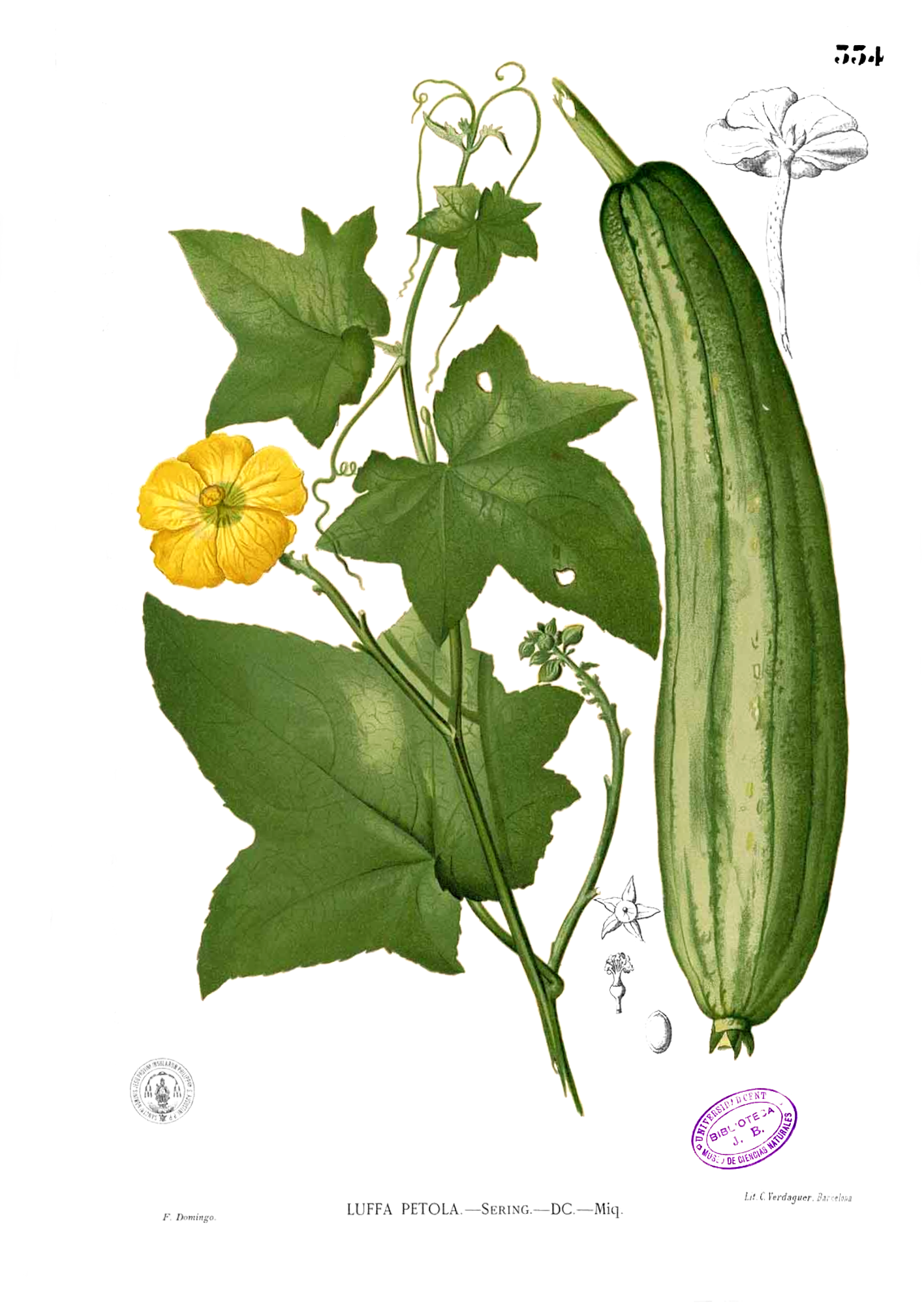

## 참고 문헌
- 이 문서에는 다음커뮤니케이션(현 카카오)에서 GFDL 또는 CC-SA 라이선스로 배포한 글로벌 세계대백과사전의 내용을 기초로 작성된 글이 포함되어 있습니다.